# Cantón de Grandvilliers
El cantón de Grandvilliers es una división administrativa francesa, situada en el departamento de Oise y la región de Picardía.
Su consejero general es, desde 1982, Guy Bouvier, de la UMP.

## Geografía
Este cantón se organiza alrededor de Grandvilliers, en el distrito de Beauvais. Su altitud varía de 110 m (Beaudéduit) a 221 m (Saint-Thibault), teniendo una altitud media de 182 m.

## Composición
El cantón de Grandvilliers agrupa 23 comunas y cuenta con 8 986 habitantes (según el censo de 1999).
| Comunas                | hab.  | código postal | código INSEE |
| ---------------------- | ----- | ------------- | ------------ |
| Beaudéduit             | 169   | 60210         | 60051        |
| Briot                  | 262   | 60210         | 60108        |
| Brombos                | 218   | 60210         | 60109        |
| Cempuis                | 383   | 60210         | 60136        |
| Daméraucourt           | 166   | 60210         | 60193        |
| Dargies                | 219   | 60210         | 60194        |
| Élencourt              | 45    | 60210         | 60205        |
| Feuquières             | 1 550 | 60960         | 60233        |
| Grandvilliers          | 2 893 | 60210         | 60286        |
| Grez                   | 205   | 60210         | 60289        |
| Halloy                 | 471   | 60210         | 60295        |
| Le Hamel               | 127   | 60210         | 60297        |
| Hautbos                | 117   | 60210         | 60303        |
| Lavacquerie            | 181   | 60120         | 60353        |
| Laverrière             | 24    | 60210         | 60354        |
| Le Mesnil-Conteville   | 83    | 60210         | 60397        |
| Offoy                  | 77    | 60210         | 60472        |
| Saint-Maur             | 355   | 60210         | 60588        |
| Saint-Thibault         | 198   | 60210         | 60599        |
| Sarcus                 | 260   | 60210         | 60604        |
| Sarnois                | 235   | 60210         | 60605        |
| Sommereux              | 408   | 60210         | 60622        |
| Thieuloy-Saint-Antoine | 340   | 60210         | 60633        |

## Demografía
| 7,381 | 8,032 | 8,344 | 8,278 | 8,231 | 8,986 |
| Para los censos de 1962 a 1999 la población legal corresponde a la población sin duplicidades (Fuente: INSEE [Consultar]) |       |       |       |       |       |